# توخنباخ
توخنباخ (به آلمانی: Tuchenbach) یک شهر در آلمان است که در فورت واقع شده‌است.

## خصوصیات
توخنباخ ۶٫۵۰ کیلومترمربع مساحت دارد ۳۴۵ متر بالاتر از سطح دریا واقع شده‌است.